# Kerzaz
Kerzaz (în arabă كرزاز) este o comună din provincia Béchar, Algeria.
Populația comunei este de 5.136 de locuitori (2009).